# بازسازی پیوند انتهای غیرهمولوگ
بازسازی پیوند انتهای غیرهمولوگ یا بازسازی پیوند انتهای ناهم‌ساخت (به انگلیسی: non-homologous end joining (NHEJ)) سیستمی برای بازسازی آسیب ناشی از پرتوهای یونیزه‌کننده و برخی داروهای ضد سرطان است که سبب شکست هر دو رشتهٔ DNA از یکدیگر می‌شوند. سیستم همانندسازی DNA که مستعد به خطا به‌شمار می‌رود، زیرا همواره چندین نوکلئوتید در جایگاه بازسازی از بین می‌روند و دو انتهای شکسته‌شده از کروموزوم‌های هم‌ساخت یا ناهم‌ساخت به یکدیگر متصل می‌شوند.
زمانی که کروماتیدهای خواهری برای بازسازی شکست‌های دورشته‌ای در دسترس نباشند، این نوع بازسازی صورت می‌گیرد. در ابتدا کملکسی از ku و پروتئین کیناز وابسته به DNA یا (DNA_PK) به انتهای شکسته دو رشته اتصال می‌یابند، آن‌گاه در هر انتها چندین باز توسط نوکلئاز حذف شده و دو مولکول از طریق آنزیم لیگاز به هم متصل می‌شوند.